# Iris pallida
Iris pallida este o specie de stânjenel, plantă perenă decorativă, cu frunze de forma sabiei și cu flori colorate.
Florile sunt compuse din 6 petale: 3 petale sunt orientate în sus și 3 sunt orientate în jos, dezvelind mijlocul marcat de staminele încărcate cu polen. 
Înflorește la sfârșitul primăverii până la începutul verii, unele varietăți reînflorind și a doua oară la sfârșitul verii. 
Locul său ideal este în plin soare, într-un sol bogat in humus, cu umiditate medie și bine drenat pentru a evita boli ale rădăcinii.